# Corguinho
Corguinho là một đô thị thuộc bang Mato Grosso do Sul, Brasil. Đô thị này có diện tích 2640,814 km², dân số năm 2007 là 4176 người, mật độ 1,58 người/km².